# Cmentarz Prawosławny w Radomiu
Cmentarz prawosławny w Radomiu – czynny cmentarz wyznaniowy znajdujący się w Radomiu przy ulicy Warszawskiej. Obecnie na nekropolii chowani są także zmarli spoza wspólnoty prawosławnej.

## Historia
Po upadku powstania listopadowego i likwidacji autonomii Królestwa Polskiego do Radomia zaczęli licznie przybywać Rosjanie – urzędnicy z rodzinami, wojskowi. W związku z tym pojawiła się konieczność wytyczenia cmentarza dla wyznawców prawosławia. W 1839 r. władze guberni sandomierskiej podjęły decyzję o przekazaniu parafii prawosławnej działki przy Trakcie Warszawskim z przeznaczeniem na cmentarz (do tego momentu zmarli wyznania prawosławnego byli chowani na cmentarzu rzymskokatolickim przy Trakcie Starokrakowskim, ob. ulicy Bolesława Limanowskiego). Cmentarz dwukrotnie poszerzano – w 1848 i w 1859 r. W II połowie XIX wieku nekropolię otoczono murem oraz wybudowano stróżówkę i dom przedpogrzebowy. W czasie I wojny światowej wytyczono kwaterę dla poległych żołnierzy armii rosyjskiej. W 1948 r. wydzielono (wbrew woli proboszcza i parafian) część cmentarza, na której pochowano szczątki 700 żołnierzy radzieckich poległych w Radomiu i okolicach oraz jeńców pomordowanych przez Niemców. W 1987 r. obiekt został wpisany do rejestru zabytków pod nr. 362/A/87. W 1990 r., na mocy uchwały Rady Miejskiej, na cmentarz przeniesiono z Parku Kościuszki pomnik żołnierzy Armii Czerwonej, a w 2004 – Pomnik Wdzięczności. 

W 1992 r. na terenie cmentarza ukończono budowę cerkwi parafialnej.

## Znane osoby pochowane na cmentarzu
- Agata Bornikowska (1974–2017) – doktor nauk przyrodniczych, nauczyciel akademicki w UTH w Radomiu[3],
- Innocenty Iljicz Bułatow (zm. 1904) – komendant stacjonującego w Radomiu 26 Mohylewskiego Pułku Piechoty; zginął podczas zamieszek ulicznych na Placu Sobornym[2],
- Halina Hermanowicz (1905–1983) – malarka i pedagog,
- Ilia Fiodorowicz Klimuk – ojciec kosmonauty, Piotra Klimuka,
- Siemion Aleksandrowicz von Płotto (zm. 1906) – znany z okrucieństwa naczelnik żandarmerii gubernialnej w Piotrkowie i Radomiu; zginął w zamachu przeprowadzonym przez Stanisława Hempla i Stanisława Wernera[4],
- Zygmunt Wojdan Maciejewski (1920–2005) – reżyser, dramaturg, aktor, dyrektor teatrów w Bydgoszczy i Radomiu[5],
- Feliks Wojtkun (1940–2005) – doktor habilitowany nauk technicznych, polityk.
- Teresa Ratuszyńska (1956–2021) – prawniczka, referendarz sądowy w Sądzie Rejonowym w Radomiu. Fundacja Zdrowie i Życie Pacjentów im. Teresy Ratuszyńskiej.
- Zofia Teresa Ratuszyńska (1931-2007) – radna WRN w Radomiu, wiceprzewodnicząca Rady Powiatu Zwoleńskiego, dyrektor Liceum Ogólnokształcącego im. Jana Kochanowskiego w Zwoleniu.